# Willy Puchner
Willy Puchner (født 15. marts 1952 i Mistelbach, Østrig) er en østrigsk fotograf, kunstner, tegner og forfatter.

## Levnedsløb
Willy Puchner voksede op som søn af et fotografægtepar i den Mistelbach an der Zaya i den østrigske delstat Niederösterreich. Fra 1967 til 1974 gik han på det grafiske akademi Höhere Graphische Lehr- und Versuchsanstalt i Wien, afdelingen for fotografi. Derefter var han i to år lærer ved den samme skole. Siden 1978 har han arbejdet som freelance fotograf, tegner, kunstner og forfatter. Fra 1983 til 1988 studerede han filosofi, journalistik, historie og sociologi. 1988 afsluttede han med en specialeafhandling i socialfilosofi med titlen Om det private fotografi. Siden 1989 regelmæssigt medarbejder på Wiener Zeitung.
Berømt blev Willy Puchner med projektet Pingvinernes længsel. I fire år rejste han rundt med polyesterfigurer af pingvinerne Joe & Sally til stederne for hans og vores længsel: ud til havet, ind i ørkenen, til New York, Sydney, Peking og Paris, til Venezia, Tokyo, Honolulu og Cairo for der at fastholde den i billedet. For øjnene af pingvinerne bliver også det tilsyneladende fortrolige, tusinde gange afbildede igen fremmed og nyt. Freddy Langer skrev om dette projekt i Frankfurter Allgemeine Zeitung: „Foran berømte seværdigheder lod han dem stille sig op som var de ferieturister – og fotograferede dem. Således skabte han det tyvende århundredes vel nok smukkeste rejsefotoalbum ’Pingvinernes længsel’.“ (FAZ 8. marts 2001)
Willy Puchner har arbejdet meget med gamle mennesker. I den forbindelse opstod projekterne De halvfemsårige, Dialog med alderen, De hundredårige Livshistorie og fotografi og Kærlighed i alderdommen.

## Udstillinger
- Museum Moderner Kunst, Wien
- Künstlerhaus, N.Ö. Galerie, Wien
- Museum des 20. Jahrhundert, Wien
- Österreichisches Fotomuseum, Bad Ischl
- Steirischer Herbst, Graz
- Derudover i følgende byer: Berlin, Braunschweig, Bremen, München, Norfolk (Washington), Bombay, Beirut, Tokyo, Osaka, Oita, Nagoya, Sapporo

## Udgivelser
- Bäume, 1980, (med en tekst af Henry David Thoreau), ISBN 3-85447-271-4
- Zum Abschied, zur Wiederkehr, 1981 (med en tekst af Hermann Hesse), ISBN 3-206-01222-8
- Gestaltung mit Licht, Form und Farbe, 1981, ISBN 3-87467-207-7
- Bilder österreichischer Städte, (med en tekst af Harald Sterk), 1982, ISBN 3-217-01262-3
- Strahlender Untergang, (med en tekst af Christoph Ransmayr), 1982, ISBN 3-85447-006-1
- Andalusien, (med en tekst af Walter Haubrich), 1983, ISBN 3-7658-0420-7
- Bilder österreichischer Landschaft, (med en tekst af Harald Sterk), 1983, ISBN 3-217-01189-9
- Die Wolken der Wüste, 1983 (med en tekst af Manfred Pichler), ISBN 3-89416-150-7
- Dorf-Bilder, 1983, ISBN 3-218-00387-3
- Zugvögel seit jeher, 1983, (med en tekst af Erich Hackl), ISBN 3-210-24848-6
- Das Herz des Himmels, 1985, (med en tekst af Erich Hackl), ISBN 3-210-24813-3
- Die Sehnsucht der Pinguine, 1992, ISBN 3-446-17200-9
- Ich bin ..., 1997, ISBN 3-7918-2910-6
- Tagebuch der Natur, 2001, ISBN 3-85326-244-9
- Flughafen. Eine eigene Welt, 2003, ISBN 3-85326-277-5
- Die Sehnsucht der Pinguine, revideret nyudgave, 2004, ISBN 3-89405-518-9
- Illustriertes Fernweh. Vom Reisen und nach Hause kommen, 2006,.ISBN 3-89405-389-5
- Wien. Vergnügen und Melancholie, 2008, ISBN 3-85033-159-8

## Dansk udgave
Pingvinernes længsel, 1999

## Offentliggørelser i tidsskrifter
Extrablatt (Østrig), Konkret, Stern, Geo, Life (USA), Corriere della Sera (Italien), Marco Polo (Japan), Universum (Østrig), Falter, Wiener Zeitung, u.v.a.